# ريتشارد جونسون (لاعب كرة قدم)
ريتشارد جونسون (بالإنجليزية: Richard Johnson)‏ (27 أبريل 1974 في أستراليا - ) هو لاعب كرة قدم أسترالي في مركز الوسط. شارك مع منتخب أستراليا لكرة القدم. أما مع النوادي، فقد لعب مع ستوك سيتي وكولتشستر يونايتد وكوينز بارك رينجرز وميلتون كينز دونز ونادي نورثامبتون تاون ونادي واتفورد ونادي ويلينغتون فينيكس ونيوكاسل يونايتد جتس وويستون ووركيرز وNew Zealand Knights FC ‏.

## وصلات خارجية
- ريتشارد جونسون على موقع قاعدة بيانات كرة القدم.إي يو (الإنجليزية)
- ريتشارد جونسون على موقع ناشيونال فوتبول تيمز (الإنجليزية)
- ريتشارد جونسون على موقع Soccerbase.com (لاعب) (الإنجليزية)
- ريتشارد جونسون على موقع عالم كرة القدم.نت (الإنجليزية)